# برنيس روبنز
برنيس روبنز (بالإنجليزية: Bernice Rubens)‏ هي كاتبة بريطانية حائزة على جائزة بوكر الأدبية، ولدت ب26 يوليو 1923 وتوفيت ب13 أكتوبر 2004.

## رواياتها
- مدام سوزاتزكا
- العضو المنتخب
- حزن منعزل

## روابط خارجية
- برنيس روبنز على موقع IMDb (الإنجليزية)
- برنيس روبنز على موقع ديسكوغز (الإنجليزية)
- برنيس روبنز على موقع قاعدة بيانات الفيلم (الإنجليزية)